# Бок, Георгий Тимофеевич
Георгий Тимофеевич Бок (1818—1876) — русский вице-адмирал, гофмейстер двора Великого Князя Владимира Александровича.

## Биография
Родился 6 (18) октября 1818 года. Его отец, полковник Тимофей-Эбергард фон Бок вскоре после рождения сына был объявлен  Александром I умалишённым и безумцем за «записку», содержавшую разработанную им конституцию.
С 1829 года воспитывался в Морском кадетском корпусе (гардемарин с 31 12.1833)), откуда в декабре 1835 года был выпущен мичманом. Первые офицерские кампании Бок сделал в черноморском флоте, откуда вскоре переведен в балтийский флот и поступил в гвардейский экипаж. С 30 апреля 1841 года — лейтенант. 
В 1845—1847 годах он сделал заграничную кампанию в Средиземное море и к берегам Англии. Затем исправлял береговые должности: старшего адъютанта при дежурном генерале главного морского штаба, дежурного штаб-офицера штаба командующего соединенными двумя дивизиями и управляющего дежурством инспекторского департамента морского министерства (1854—1855); в летнее же время Бок командовал мелкими судами в Финском заливе. С 8 апреля 1851 года — капитан-лейтенант.
В 1858 году в чине капитана 2-го ранга (произведён 26.08.1856) он был назначен состоять при детях принца П. Г. Ольденбургского во время заграничного вояжа; 8 сентября 1859 года был произведён в капитаны 1-го ранга. В 1862 году он получил новое назначение: состоять в качестве наставника при великих князьях Наследнике Цесаревиче Александре Александровиче и Владимире Александровиче, с которыми до 1867 года постоянно находился в поездках по Европейской России и за границей, имея чин контр-адмирала свиты Его Величества (с 28.10.1866).
В 1868—1869 годах он сопутствовал великому князю Владимиру Александровичу в путешествиях по Европейской России и Сибири, по Швеции и Италии, а в 1872 году был назначен гофмейстером двора его высочества и в этом звании находился до дня своей смерти, имея чин вице-адмирала, пожалованный ему 1 января 1876 года. 
Умер в Шверине 12 июня 1876 года.

## Семья
Был женат с 9 ноября 1849 года на дочери Д. Л. Игнатьева, Анне Дмитриевне (11.09.1824 — 13.07.1916)
- Дочь — Надежда (1849—1919), в 1870 году вышла замуж за Поля Альберта Заразина (нем. Paul Albert Sarasin)
- Сын — Владимир Георгиевич Бок (1850—1899) искусствовед-коптолог, статский советник, камергер.
- Сын — Алексей (1857–1881), лейтенант гвардии.

## Награды
- Орден Святого Владимира 4-й степени
- Орден Святой Анны 2-й степени
- Орден Святого Владимира 3-й степени